# Tulebo
Tulebo är en tidigare tätort i Mölndals kommun, nordost om Tulebosjön. Området är sammanvuxet med Göteborg sedan 2015. På senare tid har bebyggelse på Tulebosjöns sydvästra sida fått namn som innehåller namnet Tulebo (Bostadsrättsföreningen Tulebo, Tulebo Villastad, Tulebo Park), men dessa nya områden ligger inte i Tulebo, utan i orterna Hultet och Stretered.

## Historia

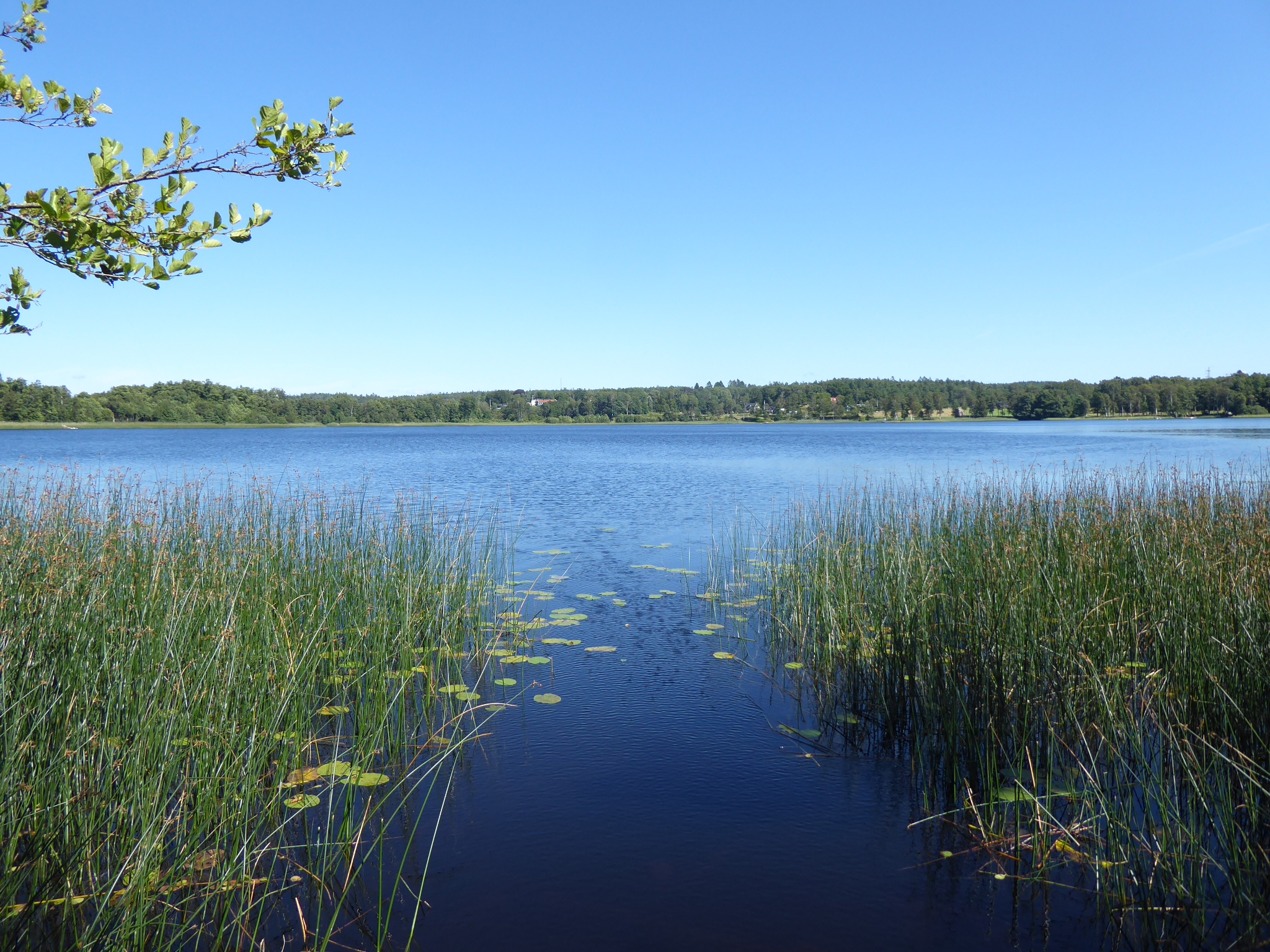
Tulebosjön från nordväst

Tulebo by, vilket är den del som rätteligen skall benämnas Tulebo, bestod ursprungligen av de två gårdarna Tulebo Nordgård och Tulebo Sörgård. Sörgården är fortfarande intakt, men Nordgården var redan vid 1900-talets början uppdelad i flera gårdar. På 1960-talet byggdes området Tulebohöjd med 50 småhus på mark som tillhörde Tulebo Nordgårds utmarker. Detta medförde en stor ökning av antalet invånare i Tulebo.
Under 1600-talet var området strax söder om Tulebosjön del av gränsen mot Danmark där ett flertal mindre gränsstrider inträffade. Ett flertal kanonkulor har hittats området. Idag finns det fortfarande vid Tulebo Strandväg en större gränssten med inskription från 1600-talet.
I Tulebo mosse, söder om Hårssjön, har spår av en borg hittats, Tulebo fornborg. Hårssjön har under 1900-talet stått som Hålsjön på kartan, men har nyligen fått tillbaka sitt gamla namn. Vid en utgrävning på 1990-talet fann man stockar, plank och spetsade pålar nere i mossen. De äldsta delarna har daterats till 300-talet, men även trä från 700-talet och medeltiden påträffades. På västra sidan av Tulebosjön (i Stretered) har ett stort antal kokgropar från yngre stenålder påträffats. Under järnålder och tidig medeltid har Tulebo mosse haft ett strategiskt läge i ett viktigt gränsland mellan det Jordanes på 500-talet kallar Fervir (=Fjäre) och Gauthigotherna som befolkade området kring Göta älv och det inre av Västergötland.

### Befolkningsutveckling
| Befolkningsutvecklingen i Tulebo 1990–2010                                                                      | Befolkningsutvecklingen i Tulebo 1990–2010 | Befolkningsutvecklingen i Tulebo 1990–2010 | Befolkningsutvecklingen i Tulebo 1990–2010 | Befolkningsutvecklingen i Tulebo 1990–2010 |
| --- | ------------------------------------------ | ------------------------------------------ | ------------------------------------------ | ------------------------------------------ |
| |                                            |                                            |                                            |                                            |
| År |                                            |                                            | Folkmängd                                  | Areal (ha)                                 |
| 1990 | 1990                                       |                                            | 195                                        | 29#                                        |
| 1995 | 1995                                       |                                            | 191                                        | 31#                                        |
| 2000 | 2000                                       |                                            | 215                                        | 34                                         |
| 2005 | 2005                                       |                                            | 229                                        | 35                                         |
| 2010 | 2010                                       |                                            | 213                                        | 35                                         |
| Anm.: Ny tätort 2000, småorten Tulebo + Tulebo höjd 1990 och 1995. Sammanvuxen med Göteborg 2015. # Som småort. |                                            |                                            |                                            |                                            |